# Il fantasma della libertà
Il fantasma della libertà (Le fantôme de la liberté) è un film surrealista del 1974 diretto da Luis Buñuel che vede il mondo ideologico e stilistico di Buñuel sublimarsi in una surrealistica beffa drammatica.

## Trama
Film a episodi concatenati secondo una struttura a domino, attraverso l'entrata in scena più o meno casuale di nuovi personaggi.
Da una partita a poker tra frati, in cui la posta del gioco è costituita da santini della Madonna e scapolari, a una scolaresca di gendarmi che si comportano come autentici monelli (con scritte alla lavagna contro i superiori, puntine da disegno sulla sedia dell'insegnante), sino all'episodio dell'invito in casa di amici, durante il quale il momento di socialità avviene nell'atto di defecare, mentre il pranzo viene consumato avidamente, in solitudine, in uno stanzino appartato, al killer in un grattacielo che, dopo aver sparato sulla folla di ignari passanti ed essere stato condannato a morte, alla lettura della sentenza se ne esce tranquillamente dall'aula, tra le congratulazioni di gendarmi e avvocati e le richieste di autografi del pubblico.

## Casting
In una scena Adriana Asti suona il pianoforte vestita solo di un paio di calze autoreggenti e scarpe di vernice. Per essere sicura di piacere a Luis Buñuel prima di iniziare le riprese, l'attrice ha affermato che si presentò da lui in camerino con un impermeabile di Valentino foderato di pelliccia. Se lo sfilò, sotto non aveva niente. "Voilà, je suis comme ça", gli disse. Lui, imbarazzato, le rispose, "Madame, s'il vous plait, je suis pas un pornographe."